# برايان كابيلكا

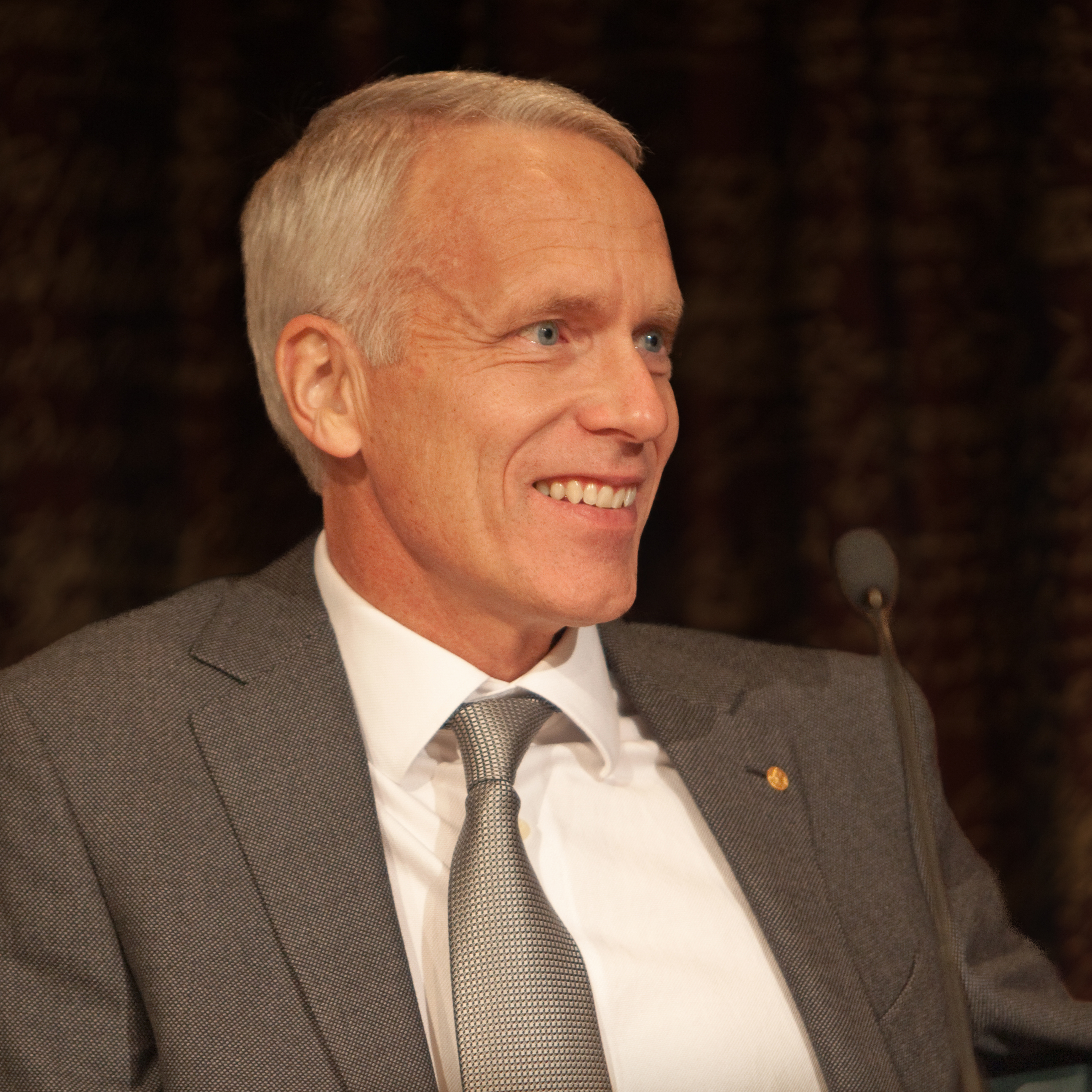
كوبيلكا في ستوكهولم عام 2012

برايان كابيلكا (بالإنجليزية: Brian Kobilka)‏ ولد في (مايو1955) حاصل على جائزة نوبل في الكيمياء عام 2012، وهو بروفيسور في قسم الجزيئات وعلم وظائف الأعضاء في جامعة ستانفورد مدرسة الطب، كما وحصل على شهادة البكالوريوس من جامعة مينيسوتا دولوث وعلى شهادة الماجستير من جامعة يايل.

في عام 2011 حصل على العضوية في الأكاديمية الوطنية للعلوم. كابيلكا هو مسيحي كاثوليكي.

## روابط خارجية
- برايان كابيلكا على موقع الموسوعة البريطانية (الإنجليزية)
- برايان كابيلكا على موقع مونزينجر (الألمانية)